# Taos (Nou Mèxic)
Taos és un poble dels Estats Units i seu del comtat del mateix nom a l'estat de Nou Mèxic. Segons el cens del 2000 tenia 4.700 habitants. La pel·lícula Garbage Warrior documenta el treball de l'arquitecte Mike Reynolds construint Earthships a Taos i els seus voltants.

## Demografia
Segons el cens del 2000, Taos tenia 4.700 habitants, 2.067 habitatges, i 1.157 famílies. La densitat de població era de 337,9 habitants per km².
Dels 2.067 habitatges en un 27,5% hi vivien nens de menys de 18 anys, en un 34,7% hi vivien parelles casades, en un 16,2% dones solteres, i en un 44% no eren unitats familiars. En el 37,3% dels habitatges hi vivien persones soles el 12,1% de les quals corresponia a persones de 65 anys o més que vivien soles. El nombre mitjà de persones vivint en cada habitatge era de 2,18 i el nombre mitjà de persones que vivien en cada família era de 2,87.
Per edats la població es repartia de la següent manera: un 23% tenia menys de 18 anys, un 6,6% entre 18 i 24, un 26,4% entre 25 i 44, un 27,8% de 45 a 60 i un 16,2% 65 anys o més.
L'edat mediana era de 41 anys. Per cada 100 dones de 18 o més anys hi havia 81,3 homes.
La renda mediana per habitatge era de 25.016 $ i la renda mediana per família de 33.564 $. Els homes tenien una renda mediana de 27.683 $ mentre que les dones 23.326 $. La renda per capita de la població era de 15.983 $. Aproximadament el 17,9% de les famílies i el 23,1% de la població estaven per davall del llindar de pobresa.

## Poblacions més properes
El següent diagrama mostra les poblacions més properes.